# Loky
Le Loky  ou Lokia  (en anglais : Laky) est un fleuve côtier du versant est de Madagascar dans la région Sava. Il se jette dans l'océan Indien.

## Géographie

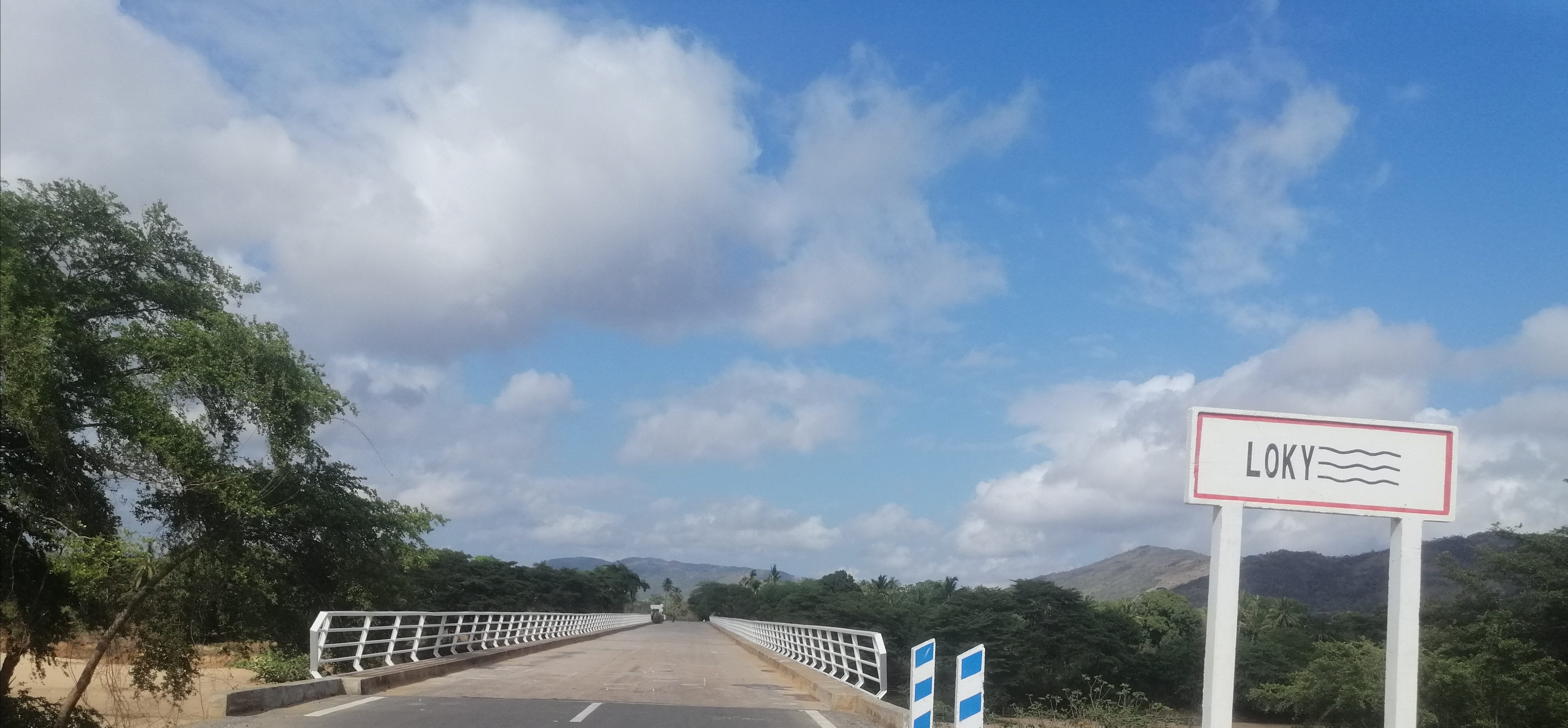
La rivière Loky-Pont sur la RN5A reliant Ambilobe et Vohémar

Le Lokia passe à côté des localités de Ampasimaty, Masomamangy, Maromokotra, Antanambao, Antananagnabo, Ambovonaomby, Antanamarina.
Il traverse la route 5A 13° 00′ 29″ S, 49° 28′ 17″ E